# Велико-Косницький район
Велико-Косницький район (Велико-Костницький район) — колишній район Тульчинської округи.

## Історія
Утворений 7 березня 1923 року з центром у Великій Косниці в складі Тульчинської округи Подільської губернії.
24 жовтня 1924 року Окницька та Грушківська сільради передані до складу новоствореної Молдавської АСРР.
Розформований 3 червня 1925 року.
Села Трибусівка, Трибусівська Слобідка, Казенна і Грабарівка ввійшли до складу Піщанського району.
Решта розформованого району за винятком сіл, що відійшли до АМСРР, ввійшли до складу Ямпільського району Могилівської округи.